# Профиздат
Профизда́т — советское и российское издательство.

## История
Создано в 1918 году в Москве по решению 1-го Всероссийского съезда профсоюзов как издательский отдел ВЦСПС.
28 февраля 1930 года для нужд профсоюзного движения СССР постановлением Президиума ВЦСПС было образовано единое центральное издательство всесоюзного значения получившее название Профиздат.

## Издательская деятельность
Профиздатом издавались книги и брошюры, целью которых было описание во всех основных областях опыта работы профессиональных союзов, наряду с освещением деятельности международного профсоюзного движения. Издательством выпускались художественные произведения о современных представителях рабочего класса в СССР, что нашло своё отражение в сериях «Библиотека рабочего романа» и «Повести о героях труда». Кроме того, Профиздатом на русском, английском, испанском, французском и немецком языках готовились издания для зарубежных читателей.
В 1974 году было выпущено свыше 340 названий книг и брошюр тиражом свыше 32 миллионов экземпляров, а общий тираж журналов составил свыше 43 миллионов экземпляров.
В 1977 году было выпущено свыше 340 названий книг и брошюр тиражом свыше 32 миллионов экземпляров
В 1979 году было выпущено 262 книги и брошюры тиражом свыше 29,7 миллионов экземпляров.
Профиздат выпускал газету "Труд" - самое тиражируемое печатное издание в истории человечества, журналы «Советские профсоюзы», «Клуб и художественная самодеятельность», «Изобретатель и рационализатор», «Охрана труда и социальное страхование», «Советский шахтёр», «Турист», а также русское издание международного журнала «Всемирное профсоюзное движение».
Вместе с книгами и периодикой Профиздатом выпускались специальные бланочные изделия — профсоюзные билеты, расчётные книжки, листки нетрудоспособности, членские билеты добровольных спортивных обществ, путёвки, почётные грамоты.